# Alive (Peter Danemo-album)

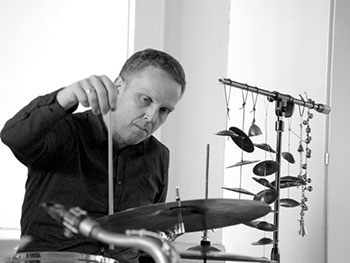
Peter Danemo

Alive är ett livealbum av Peter Danemo Kapell, utgivet 2000 av Dragon Records. Skivan spelades in 20-25 mars 2000 under en turné i Sverige. 

## Låtlista
Alla låtar är skrivna av Peter Danemo om inget annat anges.
1. "I Intro" – 1:09
2. "III Recapitulation" – 8:35
3. "Fyra toner" – 7:48
4. "Melodia II" (Mattias Svensson) – 1:14
5. "Ballade Mystique" – 5:38
6. "The Crack's" – 6:00
7. "Psalm" – 7:21
8. "Melodia I" (Krister Jonsson) – 2:00
9. "IV Ending" – 1:38
10. "Stigen månen går" – 9:13
11. "Melodia III" (Krister Jonsson) – 1:20
12. "The Jigsaw Theory" – 11:50
13. "Eiram's vals" – 2:37

Total tid: 66:29

## Medverkande
- Staffan Svensson — trumpet, solo (3, 5, 10)
- Flemming Agerskov — trumpet, flygelhorn, solo (5)
- Peter Dahlgren — trombon, solo (12)
- Per "Texas" Johansson — klarinett, basklarinett, solo (6)
- Cennet Jönsson — sopransaxofon, basklarinett, solo (3, 12)
- Fredrik Lundin — tenorsaxofon, flöjt, basfjöjt, solo (7)
- Krister Jonsson — elgitarr, solo (2, 8)
- Mattias Svensson — kontrabas, solo (4)
- Peter Danemo — trummor